# Match de prestidigitation
Match de prestidigitation er en fransk stumfilm fra 1904 af Georges Méliès.